# Technologiediebstahl
Technologiediebstahl ist die widerrechtliche Aneignung von geheimen oder geschützten, von einem Individuum oder einer anderen Rechtsperson erarbeiteten technologischen Informationen, z. B. Wissen, Unterlagen, Muster, Modelle oder Prototypen, zur eigenen gewerblichen Nutzung oder Verkauf.
Technologiediebstahl kommt im militärischen und heute vor allem im zivilen Bereich vor.
Eng mit dem Technologiediebstahl verwandt sind die Begriffe der Spionage, der Industriespionage
und der Produktpiraterie.

## Abgrenzung
Der Unterschied zwischen Technologiediebstahl und z. B. Wirtschaftsspionage besteht darin, dass Technologiediebstahl die Nutzung fremder Technologien beinhaltet, Wirtschaftsspionage aber nicht zwingend. So kann sich der Wirtschaftsspion auch nur für den Entwicklungsstand und die technischen Möglichkeiten einer Konkurrenztechnologie interessieren. Auch ist Technologiediebstahl nicht zwingend mit Spionage verbunden. So stellt auch das bloße Kopieren und Vertreiben einer durch einen anderen geschützten Technologie einen Technologiediebstahl dar. Dies bezeichnet man dann häufig auch als Produktpiraterie.

## Maßnahmen gegen Technologiediebstahl

### Maßnahmen
Bei dem Schutz ist zwischen präventiven Maßnahmen wie beispielsweise der Geheimhaltung und der Anmeldung von Schutzrechten und reaktiven Maßnahmen wie der zivilrechtlichen und strafrechtlichen Rechtsverfolgung zu unterscheiden. Die Geheimhaltung kann etwa darin bestehen, dass bestimmte Verfahren nicht offengelegt werden, wie beispielsweise das Rezept zur Herstellung von Coca-Cola oder dass technische Module so gebaut werden, dass sie nicht zu Analysezwecken auseinandergebaut werden können.
Wenn Informationen aber z. B. in Form eines marktfähigen Produktes allgemein bekannt werden, können sie mit Instrumenten des gewerblichen Rechtsschutzes wie Patente, Gebrauchsmuster oder Geschmacksmuster geschützt werden.
Herstellung, Verkauf oder Nutzung derartig geschützten Wissens durch einen Unberechtigten kann gerichtlich untersagt und eine Schadenersatzregelung wirksam werden.

### Aushöhlung der Maßnahmen
Natürlich können Maßnahmen gegen Technologiediebstahl nur dann greifen, wenn man auch rechtlich gegen den Dieb vorgehen kann. Mittel, die Maßnahmen gegen Technologiediebstahl unmöglich machen oder erschweren, sind z. B.:
- Technologiediebstahl durch eine verfeindete Macht: Im Kalten Krieg wurde im großen Stil Technologiediebstahl von beiden Seiten durchgeführt.
- Technologiediebstahl durch Schutzrechtsumgehung: Ein Schutzrecht kann umgangen oder wenigstens teilweise umgangen werden, wenn es ungenügend weit gefasst ist oder wenn der Technologiedieb das Produkt in einem Land herstellen lässt, in welchem kein Schutzrecht besteht.
- Technologiediebstahl durch Macht, wenn der Schutzrechtsinhaber keine Mittel hat sein Recht zu verteidigen.

Ob die Konfiszierung deutscher Patente und Markenzeichen am Ende des Zweiten Weltkriegs durch die Siegermächte teilweise als Technologiediebstahl bezeichnet werden kann, ist umstritten. Die Beschlagnahme von „feindlichem Auslandsvermögen“, das auch aufgelaufene Lizenzgebühren, Patente und Markenzeichen umfasste, war als Vorgriff auf Reparationsforderungen völkerrechtlich gedeckt. In den Pariser Verträgen wurde später geregelt, dass Ansprüche von Eigentümern durch Lastenausgleichs-Zahlungen befriedigt werden sollten.

## Berühmte Fälle von Technologiediebstahl

### Militärischer Technologiediebstahl
Im Kalten Krieg wurde in großem Stile in Form von Spionage Technologiediebstahl begangen. Ein berühmter Fall war die Entführung des modernsten sowjetischen Jagdflugzeuges MiG-21 am 16. August 1966 durch den Mossad.
Am Ende des Zweiten Weltkriegs baute der französische Generalingenieur Dumanois den Windkanal von Prof. Peters im Ötztal ohne Wissen der Amerikaner und Engländer ab.

### Ziviler Technologiediebstahl
Das deutsche Transrapid-Konsortium beschuldigt China, welches eine eigene Magnetschwebebahn bauen will, des Technologiediebstahls.
Einer der berühmtesten Patentauseinandersetzungen um Technologiediebstahl ging um die Erfindung des kommerziellen Lasers zwischen dem Erfinder Gordon Gould und den Bell Laboratories. Erst Ende der achtziger Jahre konnte Gould einen entscheidenden Sieg in diesem Patentstreit erringen.
Der Erfinder Felix Wankel berichtete, dass französische Truppen alle seine technischen Unterlagen beschlagnahmt hätten und erst ca. acht Jahre später zurückgegeben hätten.
Der deutsch-brasilianische Erfinder Andreas Pavel, der ein dem Walkman funktional ähnliches Gerät namens Stereobelt erfunden und zum Patent angemeldet hatte, führte über Jahre einen Prozess mit Sony vor einem Londoner Gericht, den er mangels finanzieller Mittel aufgeben musste.